# Jeannine Meulemans
Jeannine Meulemans (Mechelen, 30 maart 1951) is een Belgische judoka. In de jaren 1970 en 1980 was ze een van de meest succesvolled Belgische vrouwelijke judoka. Als lichtgewicht (-56 kg) won ze in 1974 de eerste Belgische dameskampioenschappen judo ondanks het feit dat deze toen nog werden betwist als een open klasse zonder onderscheid van gewicht. Terwijl ze op nationaal vlak ongeslagen bleef en 10 opeenvolgende Belgische kampioenschappen won, liep ze een aantal belangrijke medailles mis op de eerste twee Europese dameskampioenschappen (1975 & 1976) ten gevolge opeenvolgende kwetsuren aan de ellebogen. In 1977 pakte ze brons op de Europese kampioenschappen te Arlon. Tijdens deze jaren won ze talloze internationale toernooien waaronder in 1978 ook het belangrijke Internationaal Toernooi van Parijs.
In 1980 werden de eerste wereldkampioenschappen judo voor dames georganiseerd te New York. Verwacht werd dat de categorie tot 56 kg uiteindelijk zou uitmonden in een finale tussen Meulemans en haar aartsrivale, de Oostenrijkse vijfvoudig Europees kampioene Gerda Winklbauer. Meulemans verloor echter onverwacht met kōka tegen de Franse Marie-Paule Panza, maar won al haar andere wedstrijden, en behaalde aldus de bronzen medaille. Toch werd in zekere mate een schaduw geworpen over haar succes omdat tijdens diezelfde kampioenschappen een toen nog vrij onbekend lid van het damesteam, genaamd Ingrid Berghmans, tot eenieders verrassing goud won in de open categorie en op deze manier de eerste Belgische wereldkampioen judo ooit werd. Voor de jonge Berghmans was deze gebeurtenis de start van haar carrière en van wat uiteindelijk zou uitgroeien tot zes wereldtitels en elf medailles behaald op wereldkampioenschappen.
In 1982 behaalde Meulemans de graad van zwarte gordel 3de dan  tijdens het laatste gezamenlijke dan-graadexamen georganiseerd door de toen nog unitaire Belgische Judo Bond. De examens vonden plaats te Etterbeek (ESC), Brussel, voor een nationale jury die bestond uit Jean-Marie Falise, Marcel Clause, Marcel Degroote, en werd voorgezeten door Abe Ichirō, 8ste dan van de Kōdōkan in Japan. Tijdens deze gelegenheid werd Meulemans gefeliciteerd door Abe Ichirō, voor het behalen van de hoogste score van alle kandidaten ongeacht hun geslacht.
In 1983, na het winnen van haar 10de opeenvolgende nationale titel trok Meulemans zich terug uit het judowedstrijdgebeuren. Een aantal ernstige kwetsuren aan de knieën en rug enige tijd later bezegelden definitief haar beslissing. Ze bleef echter nog verschillende jaren actief op clubniveau o.m. als technisch inspirerende sparringspartner voor Sonja Maes en Carl De Crée, de twee voornaamste andere judokampioenen uit dezelfde club.
Na het overlijden in 2012 van Felix De Smedt, stichter van de Koninklijke Jūdō & Karate Academia Bushidō-Kwai werd Meulemans voorzitster van deze vereniging, een functie die ze uitoefent tot op heden.
In 2014 behaalde ze de graad van 6de dan.

## Palmares

### Wereldkampioenschappen
- 1980:  New York - klasse tot 56 kg

### Europese kampioenschappen
- 1977:  Arlon - klasse tot 56 kg